# Авдеев, Виктор Иванович
Ви́ктор Ива́нович Авде́ев (14 апреля 1923, Сормово, Нижегородская губерния — 20 января 1955, Горький) — русский советский поэт.

## Биография
Родился в Сормово в 1923 году.
Посещал литературный кружок при городском Дворце пионеров. Прямо со школьной скамьи в 1941 году ушёл на фронт. Участник Великой Отечественной войны. Прошёл путь от Москвы до Берлина. Окончил войну в звании гвардии капитана. Награждён тремя орденами и шестью медалями СССР.
После войны поступил в гуманитарный институт, но в 1950 году перевёлся сразу на 3 курс Литературного института им. Горького в Москве, который окончил в 1954 году.
Скоропостижно скончался 21 января 1955 года.

## Творчество
Автор многих стихов и поэм, в основном, посвящённых военному времени.
Стихи начал писать ещё в школе. Будучи кружковцем участвовал в выпуске в свет сборника «Слово горьковских внучат», где В. Авдеев был представлен стихами «Детская железная дорога» и «Рассказ моряка».
В 1951 году В. Авдеев опубликовал вместе с Михаилом Тимониным и Александром Плотниковым в сборнике «О самом дорогом» большую подборку стихов. А через два года в Волго-Вятском издательстве вышла его первая книга «Волжские зори».
Кроме стихов о войне, из-под пера поэта вышла поэма «Сормовичи». Вслед за этим приступил к работе над поэмой «Окна на Восток». В начале 1953 года он сдал ее в «Горьковскую правду» Креславскому. Поэма была подготовлена к печати, набрана, но в обкоме партии была застопорена цензором.

## Избранные произведения
Сборник стихов
- «Кульминация»
- «Волжские зори»
- «Капля меду»

Поэмы
- «Окна на Восток»
- «Сормовичи»

Стихи
- «Станция Узловая»
- «Партийный билет».